# President de la República Popular de Luhansk
El President de la República Popular de Luhansk és el cap d'estat i màxima autoritat del poder executiu a la República Popular de Luhansk.

## Elecció del càrrec
L'elecció del president de la República Popular de Luhansk es duu a terme sobre la base del sufragi universal i directe per vot secret per a un període de cinc anys. El sufragi passiu està reservat a tot ciutadà de la república que no tingui ciutadania estrangera i que tingui més de 30 anys d'edat. La mateixa persona no pot ser cap de la República Popular de Luhansk més de dos mandats consecutius.
El cap de la República Popular de Luhansk no pot ser membre d'associacions públiques, no pot ser diputat del Parlament de la República Popular de Luhansk, ni pot ocupar cap altre càrrec en estructures públiques i estatals o entitats empresarials.

## Titulars
Moviment social Pau per a la Regió de Luhansk
     Independent
| Núm. | Nom                         | Foto | Temps del mandat                                                                     | Temps del mandat       | Partit                        | Ref.  |
| ---- | --------------------------- | ---- | ------------------------------------------------------------------------------------ | ---------------------- | ----------------------------- | ----- |
| -    | Guennadi Tsipkàlov (interí) |      | 13 de maig de 2014                                                                   | 17 de maig de 2014     | Pau per a la Regió de Luhansk |       |
| 1    | Valeri Bólotov              |      | 18 de maig de 2014                                                                   | 14 d'agost de 2014     | Independent                   | [ 2 ] |
| 2    | Ígor Plotnitski             |      | 4 de novembre de 2014 (interí del 14 d'agost al 4 de novembre de 2014)               | 24 de novembre de 2017 | Pau per a la Regió de Luhansk | [ 3 ] |
| 3    | Leonid Pàssetxnik           |      | 21 de novembre de 2018 (interí del 24 de novembre de 2017 al 21 de novembre de 2018) | En el càrrec           | Independent                   | [ 4 ] |